# Tubo de lava

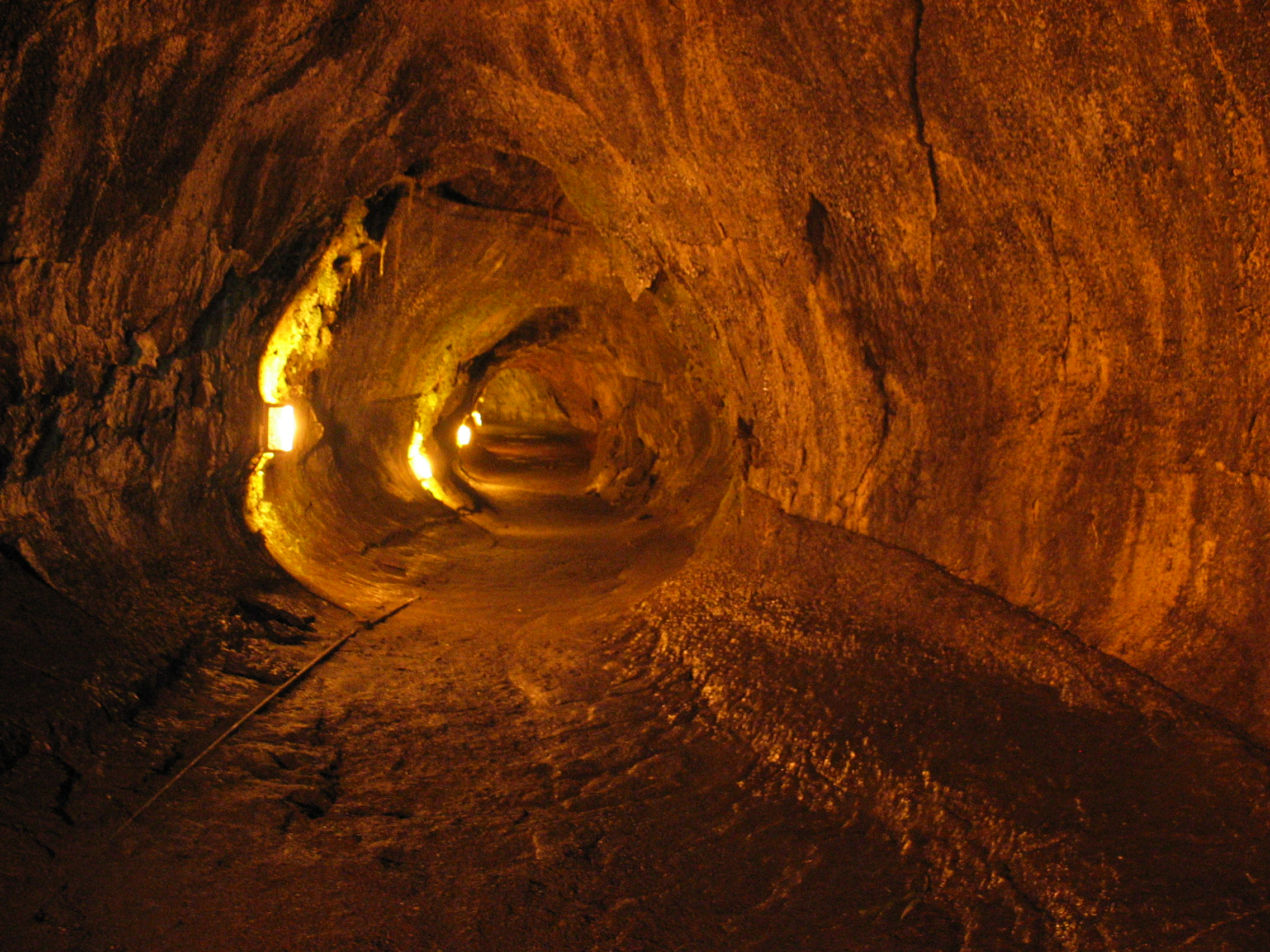
Tubo de lava acondicionado para el turismo en Hawái.

Los tubos de lava, o tubos volcánicos, son cuevas volcánicas, usualmente con forma de túneles, formados en el interior de coladas lávicas más o menos fluidas mientras dura la actividad reogenética. Por su génesis, son cavidades primarias, y se clasifican como singenéticas, reogenéticas y subterráneas. Pueden adquirir una estructura simple de tubo lineal, o llegar a formar complejas redes de ramales interconectados, también a distintos niveles y con dimensiones que abarcan desde unos pocos centímetros hasta varias decenas de metros.
Se trata de un tipo de cueva muy común, pues el mecanismo de su formación es frecuente en la mayoría de coladas de lava. De hecho, es muy probable que en otros planetas y cuerpos celestes con actividad volcánica existan tubos volcánicos con características similares a los que se conocen en La Tierra; hasta ahora se ha documentado la existencia de tubos volcánicos en La Luna, Marte. y Venus.

## Formación y características

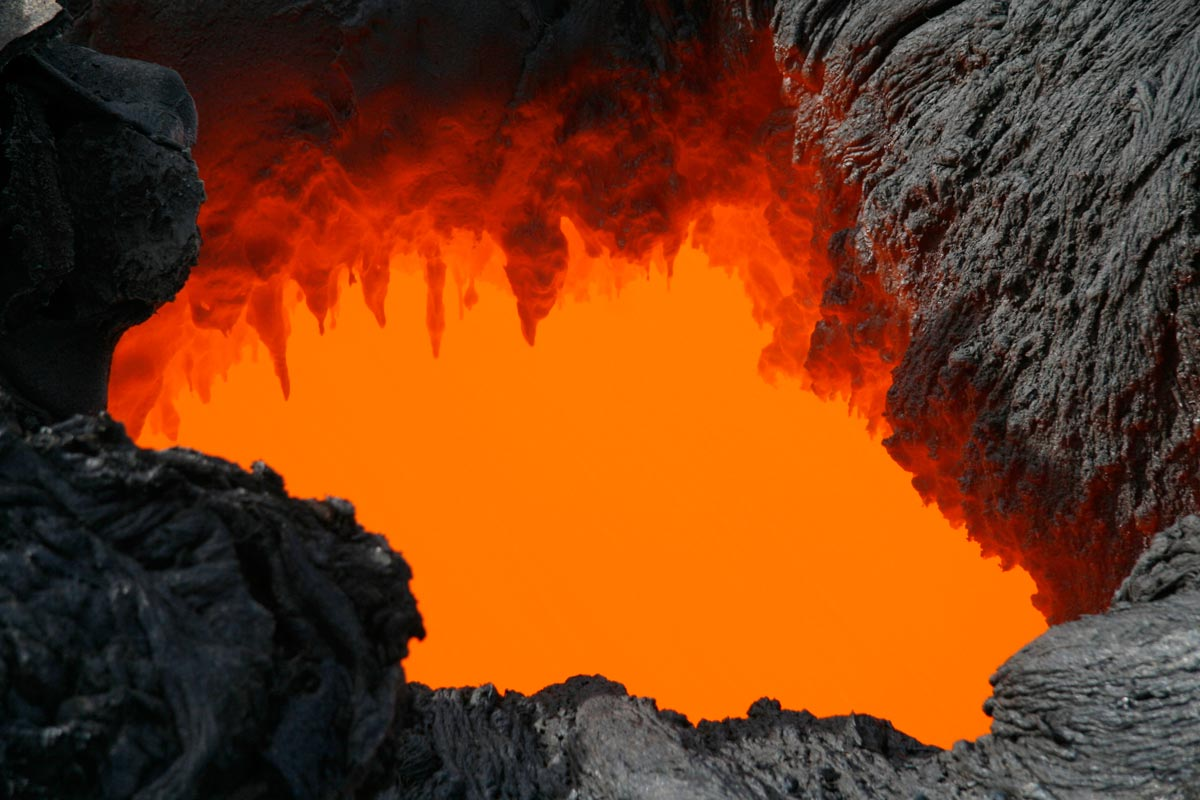
Colada ya solidificada en el exterior, con un tubo volcánico en formación en su interior.

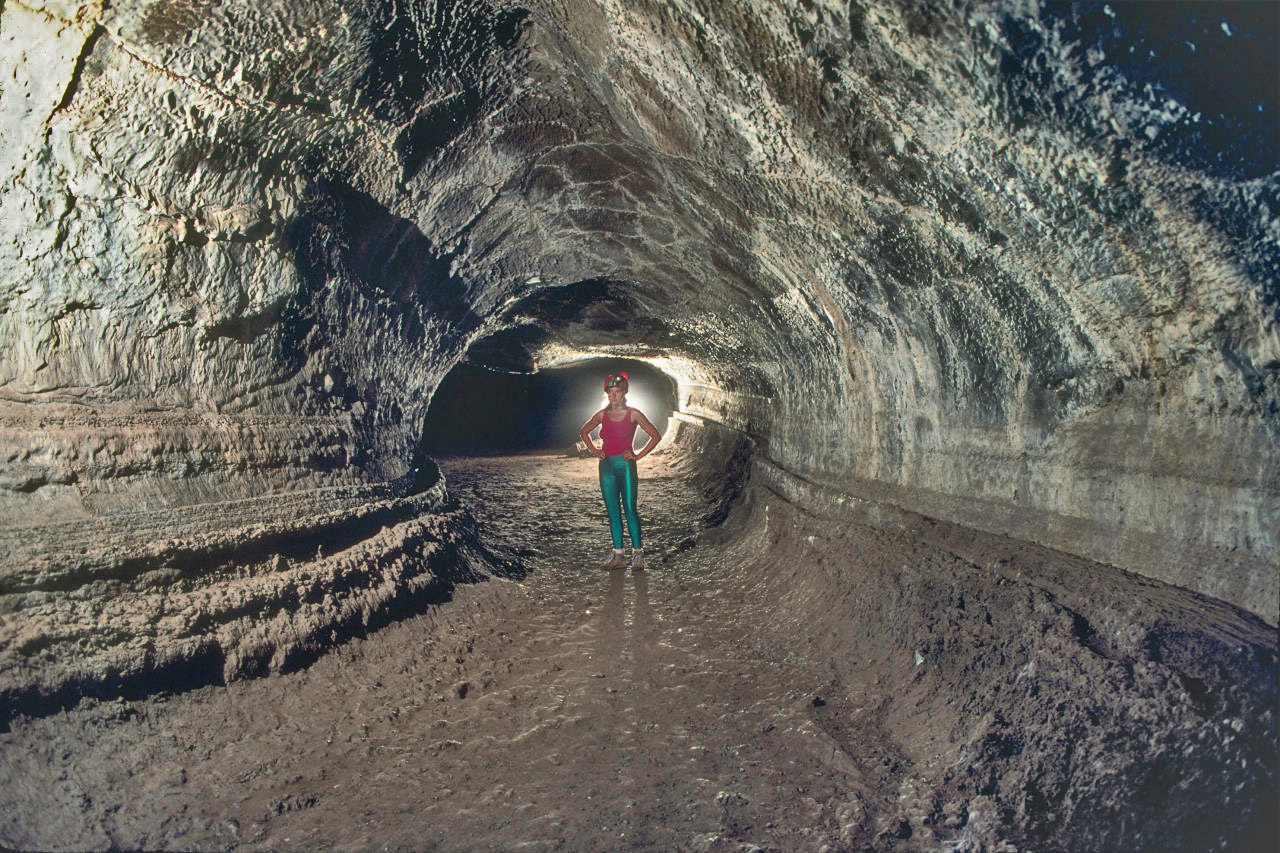
Tubo volcánico con espeleotemas primarios.

Si una erupción volcánica emite una colada de lava lo suficientemente fluida que recorre un terreno de pendiente moderada, durante un cierto período, la superficie de dicha colada, al entrar en contacto con el aire (que está mucho más frío) se solidifica creando un excelente aislante térmico para que el flujo de lava líquida pueda mantener su temperatura en el subsuelo. Esto es un mecanismo muy corriente en la mayoría de coladas basálticas, y permite a la lava alcanzar distancias elevadas, llegando incluso a desaguar en el mar habiendo fluido únicamente por el interior del tubo.
La costra de lava solidificada en contacto con el aire exterior se convertirá en el techo del tubo volcánico, cuyo espacio aéreo se irá creando conforme disminuya el volumen del flujo lávico. Poco a poco, el aporte de lava desciende y se empieza a formar la cavidad entre el techo sólido y el río incandescente. Dependiendo del tiempo que esté activo el tubo, este adquirirá mayores dimensiones internas y complejidad morfológica, pudiendo formar una sola galería o verdaderos laberintos de redes interconectadas, con dimensiones desde unos pocos centímetros hasta decenas de metros de altura.
Por su formación, este tipo de cueva volcánica se puede clasificar, según Montoriol-Pous, como cavidad singenética (se forma al mismo tiempo que la roca encajante), reogenética (se forma por desplazamientos de lava líquida o incandescente entre masas de lava ya consolidada) y subterránea (se desarrolla bajo tierra).
Con cierta frecuencia, los tubos volcánicos no forman un techo, o este no se estabiliza y se desploma con el cese de la actividad reogenética. En este caso, se obtiene un "tubo volcánico sin techo" que se denomina canal lávico, y que se clasifica como cavidad singenética, reogenética, subaérea.
En las paredes y techo de las cavidades resultantes, se forman espeleotemas primarios producto del goteo, acreción, arrastre y/o refusión de la lava residual, al término de la actividad reogenética. Entre estos espeleotemas, son comunes las estalactitas de lava y de refusión en el techo; formas parietales como las cornisas, terrazas y estrías de avance; lenguas de lava y castillos o estalagmitas de refusión, en el suelo.

## Algunos tubos volcánicos

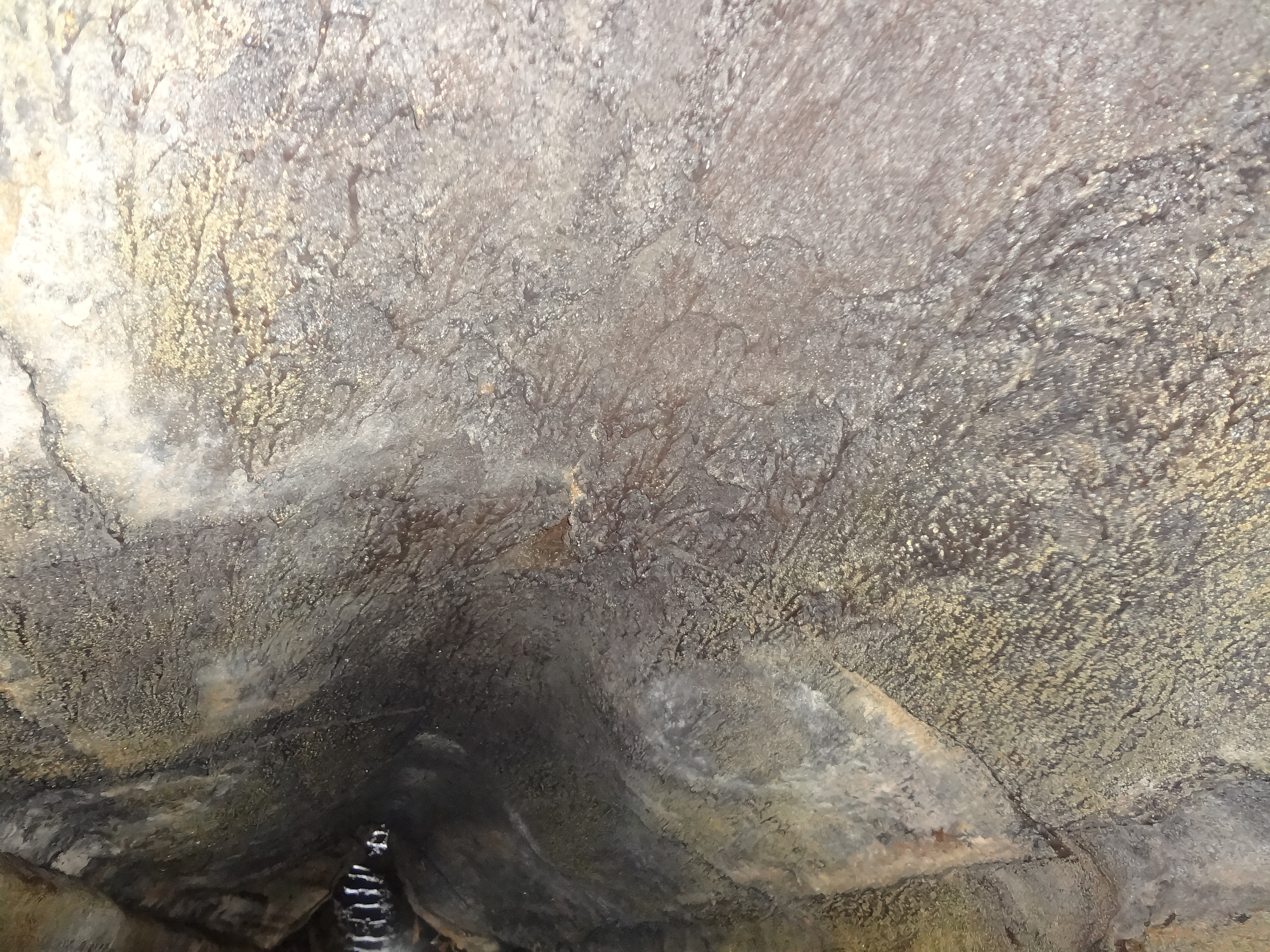
Entrada de tubo de lava en la isla de Santa Cruz, Galápagos.

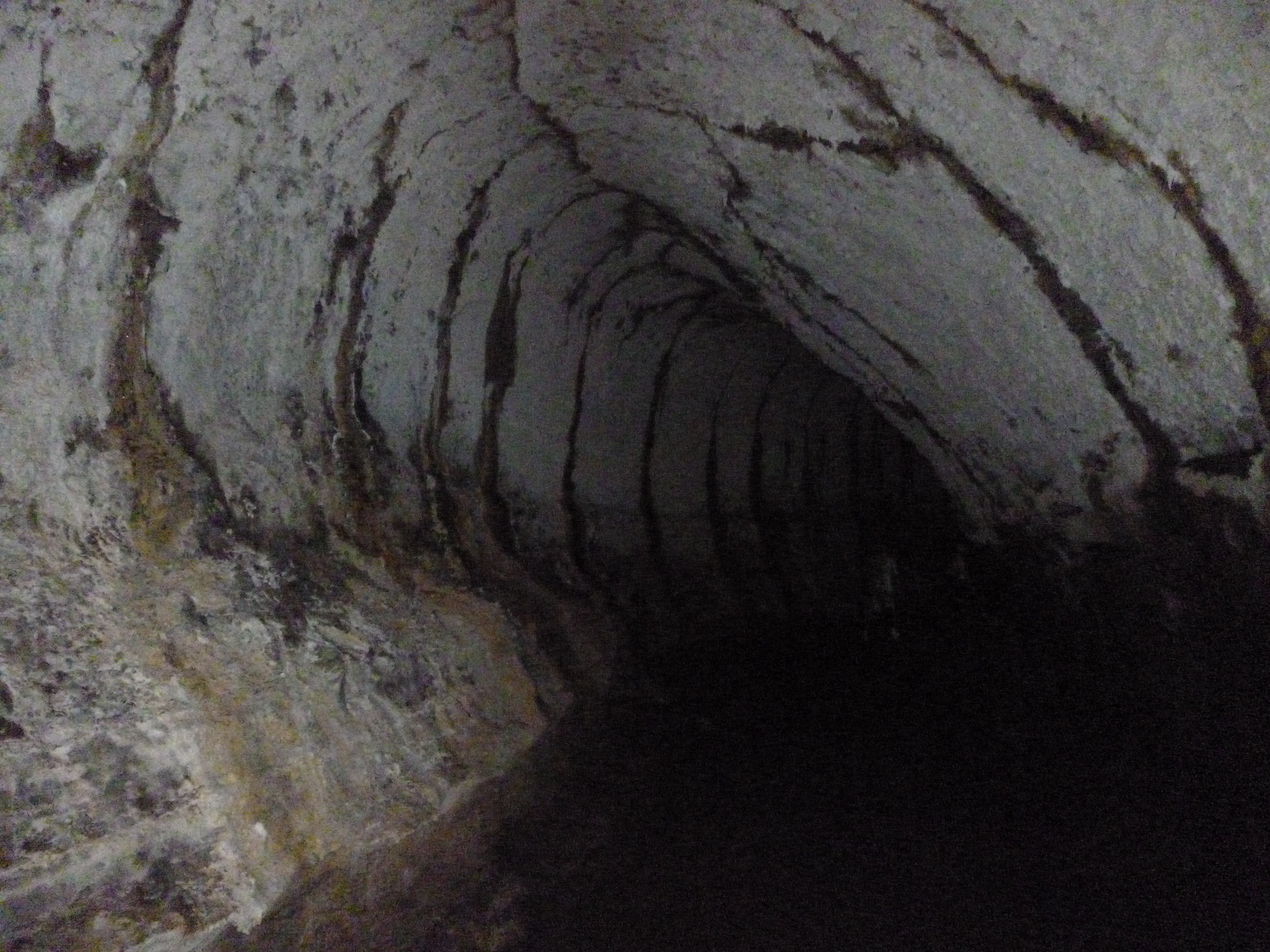
Tubo de lava de 1250 metros en la isla de Santa Cruz, Galápagos.

Siendo, como se dijo, un mecanismo corriente, es común encontrarlos en muchas regiones de origen volcánico, como Hawái (EE. UU.), Jeju (Corea del Sur), Kenia o Canarias (España), donde se localizan algunos de los mayores tubos volcánicos conocidos hasta ahora:
- Kazumura - Olaa Cave System, con unos 65 km de desarrollo y 1100 m de desnivel; se localiza en la falda este del volcán Kilauea en Hawái y durante los años 1990s se convirtió en el mayor tubo volcánico del mundo tras comprobar la conexión de varios tubos más pequeños, puesto que sigue ostentando.[4] Se trata además de la cavidad del planeta que recorre una distancia mayor, pues su desarrollo es prácticamente rectilíneo (las mayores redes kársticas no alcanzan tanta distancia entre sus extremos como Kazumura-Olaa).
- El Sistema Viento - Sobrado con más de 18 km de desarrollo cartografiado y unos 480 m de desnivel, es el mayor tubo volcánico de la Unión Europea y durante un tiempo fue considerado el mayor del mundo. Está constituido por la unión de dos cuevas cercanas, conocidas tradicionalmente pero cuya conexión no fue verificada -por los espeleólogos del G.E.T. Benisahare- hasta 1988: la C. del Viento (que debe su nombre a las corrientes de aire que se dan en algunas de sus galerías) y la del Sobrado. Se localiza en la falda norte del volcán Teide, en la isla de Tenerife, Canarias, y es un sistema complejo, con zonas de intrincados laberintos, aparte de los principales ramales lineales de varios kilómetros de longitud. En algunos lugares este entramado llega a superponerse hasta en tres niveles diferentes.
- Manjang Gul (se traduce aproximadamente como La cueva de 10.000 pies de longitud). Es un tubo volcánico declarado Patrimonio de la Humanidad, en conjunto con la isla en que se encuentra (Jeju, Corea del Sur). Alcanza los 8928 m de desarrollo y atesora espeleotemas poco frecuentes, como una columna primaria de 7 m de altura. En su momento fue considerada la mayor cavidad volcánica del mundo.